# McDermott (Familienname)
McDermott (oder McDermot, MacDermott, Macdermott) ist ein im englischen Sprachraum gebräuchlicher Familienname irischer Herkunft. Die irische Namensform ist Mac Diarmada. Der Name ist patronymisch gebildet und hat die Bedeutung „Sohn des Diarmaid“.

## Namensträger
- Allan Langdon McDermott (1854–1908), US-amerikanischer Politiker
- Andrew McDermott (1966–2011), britischer Sänger
- Andy McDermott (* 1974), britischer Schriftsteller
- Andy McDermott (* 1976), amerikanischer Footballspieler
- Anne-Marie McDermott (* 1963), US-amerikanische Pianistin
- Barbara McDermott (1912–2008), US-amerikanische Zeitzeugin
- Ben McDermott (* 1994), australischer Cricketspieler
- Bill McDermott (* 1961), US-amerikanischer Manager
- Bobby McDermott (1914–1963), US-amerikanischer Basketballspieler
- Brian McDermott (Schauspieler) (1934–2003), britischer Schauspieler
- Brian McDermott (* 1961), englischer Fußballspieler und -trainer
- Charlie McDermott (* 1990), US-amerikanischer Schauspieler
- Dean McDermott (* 1966), kanadischer Schauspieler
- Donal McDermott (* 1989), irischer Fußballspieler
- Donald McDermott (1929–2020), US-amerikanischer Eisschnellläufer
- Doug McDermott (* 1992), US-amerikanischer Basketballspieler
- Drew McDermott (1949–2022), US-amerikanischer Informatiker
- Dylan McDermott (* 1961), US-amerikanischer Schauspieler
- Edward J. McDermott (1852–1926), US-amerikanischer Politiker
- Erica McDermott (* 1973), US-amerikanische Schauspielerin
- Gerald McDermott (1941–2012), US-amerikanischer Autor, Illustrator und Filmemacher
- James T. McDermott (1872–1938), US-amerikanischer Politiker
- Jim McDermott (* 1936), US-amerikanischer Psychiater und Politiker
- John McDermott (Golfspieler) (1891–1971), US-amerikanischer Golfspieler
- John McDermott (Schauspieler) (1893–1946), US-amerikanischer Schauspieler, Drehbuchautor und Regisseur
- John MacDermott, Baron MacDermott (1896–1979), britischer Jurist und Politiker
- John McDermott (Boxer, I), britischer Boxer und Boxtrainer
- John McDermott (Dokumentarfilmer), Dokumentarfilmer
- John McDermott (Sänger) (* 1955), schottisch-kanadischer Sänger (Tenor), Musiker und Produzent
- John McDermott (Bischof) (* 1963), US-amerikanischer Geistlicher, Bischof von Burlington
- John McDermott (Ruderer) (* 1971), neuseeländischer Ruderer
- John McDermott (Boxer, 1980) (* 1980), britischer Boxer
- Keith McDermott (* 1953), US-amerikanischer Schauspieler, Theaterregisseur und Autor
- Kevin McDermott (* 1990), US-amerikanischer Footballspieler
- Michael McDermott (Schwimmer) (1893–1970), US-amerikanischer Schwimmer und Wasserballspieler
- Michael McDermott (Musiker) (* 1968), US-amerikanischer Musiker
- Michael McDermott (Kameramann), australischer Kameramann
- Mickey McDermott (1929–2003), US-amerikanischer Baseballspieler
- Nicola McDermott (* 1996), australische Hochspringerin
- Peter McDermott (1944–2013), australischer Radrennfahrer
- Richard McDermott (1940–2023), US-amerikanischer Eisschnellläufer
- Robert McDermott (Unternehmer) († 2006), US-amerikanischer Unternehmer
- Robert McDermott (1914–1963), US-amerikanischer Basketballspieler, siehe Bobby McDermott
- Rose McDermott (* 1962), US-amerikanische Politikwissenschaftlerin
- Sean McDermott (* 1974), US-amerikanischer American-Football-Trainer
- Seán MacDermott (1883–1916), irischer Freiheitskämpfer, siehe Seán Mac Diarmada
- Tate McDermott (* 1998), australischer Rugby-Union-Spieler
- Terry McDermott (* 1951), englischer Fußballspieler
- Walsh McDermott (1909–1981), US-amerikanischer Mediziner
- William Dermott Molloy McDermott (1930–2013), irischer Geistlicher, Bischof von Huancavélica
- William R. McDermott (* 1961), US-amerikanischer Manager, siehe Bill McDermott